# 김용진 (1922년)
김용진(1922년~1973년 2월 22일)은 대한민국의 정치인이다. 제7대 국회의원을 지냈다.

## 역대 선거 결과
|  | 53.68% |

|  | 27.81% |